# Panicum deciduum
Panicum deciduum är en gräsart som beskrevs av Jason Richard Swallen. Panicum deciduum ingår i släktet vipphirser, och familjen gräs. Inga underarter finns listade i Catalogue of Life.